# Gavin Rees

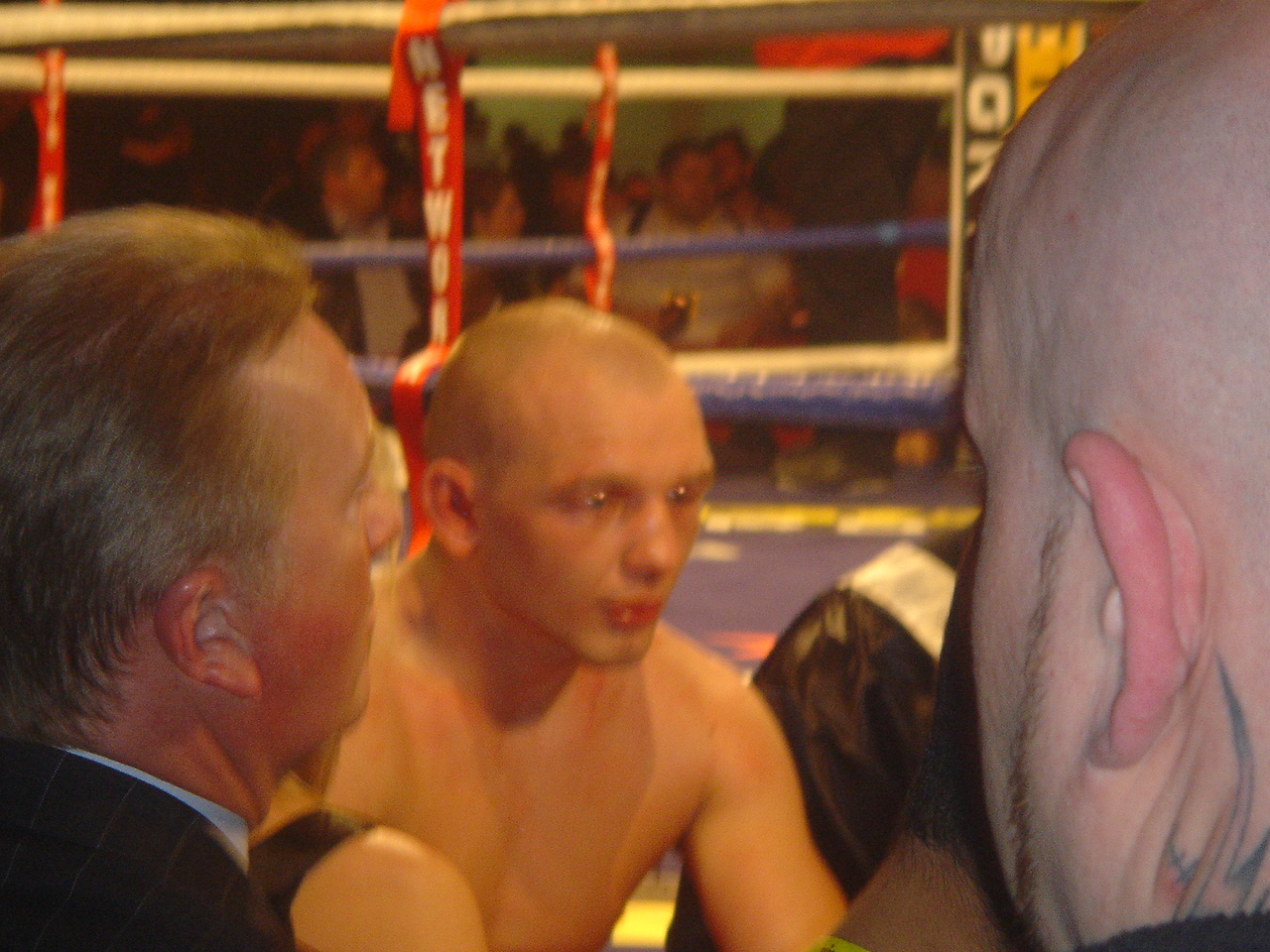
Gavin Rees, 2008

Gavin Rees (* 10. Mai 1980 in Newbridge, Gwent, Wales) ist ein britischer Boxer im Halbweltergewicht.
Sein Profidebüt entschied er gegen seinen Landsmann John Farrell nach Punkten für sich. Am 21. Juni 2007 nahm er dem Franzosen Souleymane M’baye durch einen einstimmigen Punktsieg den WBA-Weltmeistergürtel ab, verlor ihn allerdings bereits in seiner ersten Titelverteidigung im März des darauffolgenden Jahres an den Ukrainer Andreas Kotelnik durch technischen K. o. in der 12. Runde.